# Ndumiso Mamba
Ndumiso C. Mamba foi um ex-Ministro da Justiça da Suazilândia. Ele era um amigo pessoal de longa data do rei Mswati III. Tornou-se Ministro da Justiça em outubro de 2008, mas foi demitido em agosto de 2010, depois de ser encontrado na cama com a rainha LaDube, que é uma das esposas do Rei Mswati, no Royal Villas Hotel perto de Mbabane, em julho de 2010.
Mamba está sob prisão domiciliar. Ele também é acusado de ter gasto muito nas viagens no exterior.